# Моносексуалност
Моносексуалност (да не се бърка с моногамия) е форма на сексуална ориентация, сексуално поведения и сексуална идентичност, при които се предпочита само единия от двата пола пол. Оттук хетеро- и хомосексуалността са форми на моносексуалност. Терминът е рядко срещан и се използва по-скоро в контекста и за отличаване от бисексуалност и асексуалност.
Делът на хората, които се вписват в категорията зависи от това как се използва думата. Ако терминът се използва за означаване на изключително моносексуално поведението, според изследвания (макар и спорни) на Алфред Кинси, 63% от мъжете и 87% от жените са това, което сега се нареча „моносексуален“, като се определя въз основа на способа за достигане на оргазъм.